# Atomic City (Idaho)
Pour les articles homonymes, voir Atomic City.
Atomic County est une municipalité située dans le comté de Bingham dans l'État américain d'Idaho.
Le lieu a pris son nom actuel en 1950, à la suite de l'ouverture à proximité d'un centre de recherches et d'essais nucléaires, l'actuel Laboratoire national de l'Idaho.

## Démographie
| 1960 | 1970 | 1980 | 1990 | 2000 | 2010 |
| ---- | ---- | ---- | ---- | ---- | ---- |
| 141  | 24   | 34   | 25   | 25   | 29   |

Sa population était de 29 habitants au recensement de 2010.